# Quincinetto

 Quincinetto  (piemontiul: Quinsné, okcitánul: Kuisnè) Olaszország Piemont régiójának, Torino megyének egy községe.

## Földrajza

Quincinetto község Torino megye térképén

A vele szomszédos települések: Carema, Donnas (Valle d’Aosta), Settimo Vittone, Tavagnasco, Traversella, Trausella és Vico Canavese.

## Testvérvárosok

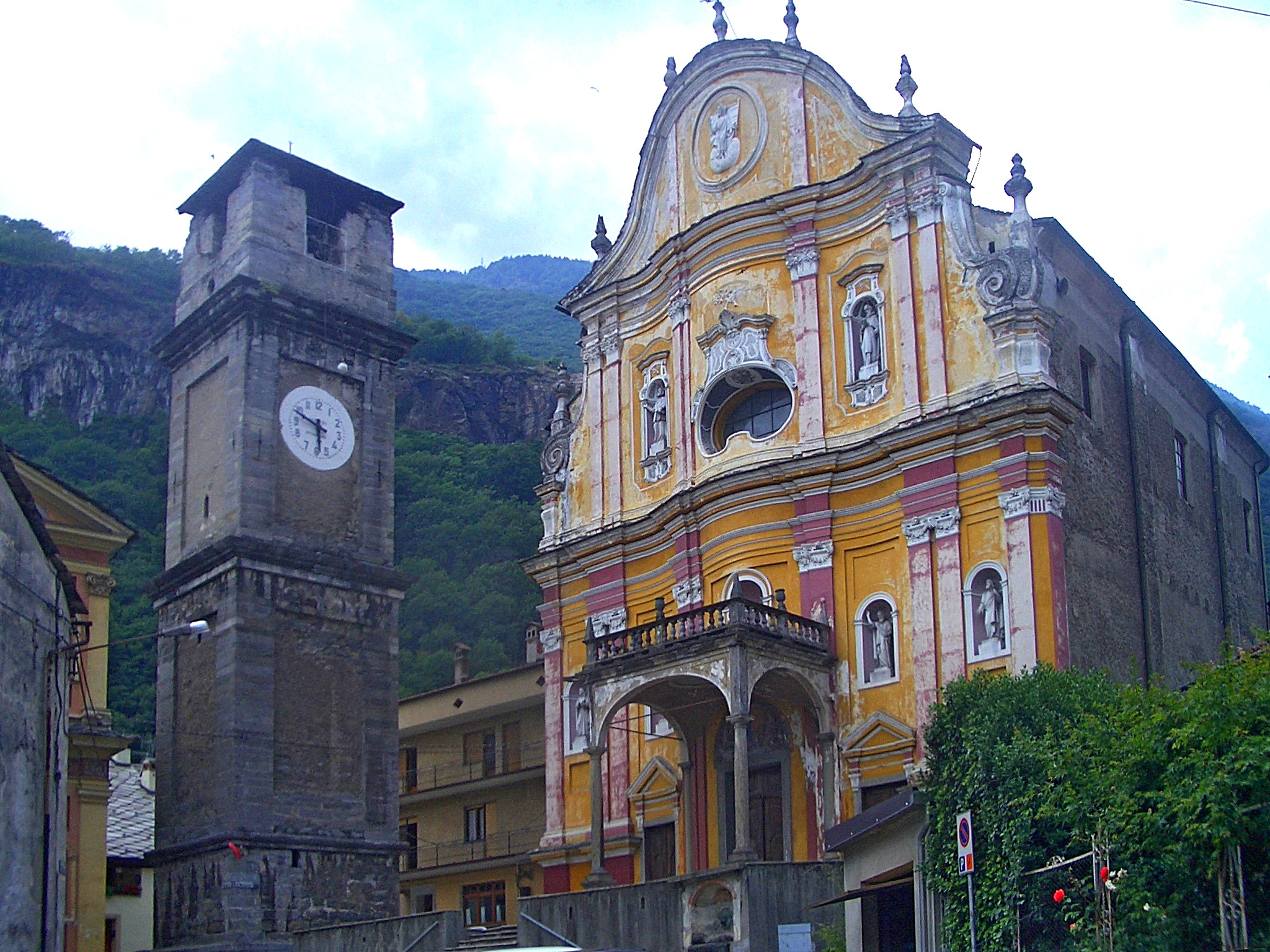
Quincinetto temploma

- Marnaz, Franciaország